# 싱가푸라
싱가푸라(Singapura)는 세계에서 가장 작은 고양이의 한 품종으로, 큰 눈과 귀, 갈색계열의 털과 뭉툭한 꼬리가 특징이다. 싱가푸라는 싱가포르를 뜻하는 말레이어 단어에서 유래되었다. 정확한 기원은 없으나, 1970년대 싱가포르에서 들여와 "드레인 캣"이라는 이름으로 알려졌다는 것이 정설이다. 이후 이 품종은 미국에서 싱가포르로 다시 역수출된 것으로 드러났다. 그럼에도 고양이 애호가 협회(CFA)에서는 품종 등재 기준에 부합한다고 판단하여 자연적인 종 중 하나로 인정했다.

## 크기
싱가푸라는 적당히 통통하고 근육질이며, 세계에서 가장 작은 고양이 중 하나이며, 매우 짧고 고운 털을 가지고 있다. 다 자란 암컷의 몸무게는 보통 1.8kg이고, 수컷은 2.7kg이다. 크고 약간 뾰족하며 깊게 패인 귀와 커다란 아몬드 모양의 눈이 이 품종의 특징이다. 꼬리는 가늘고 몸 길이보다 약간 짧으며 끝이 뭉툭하다.

## 무늬

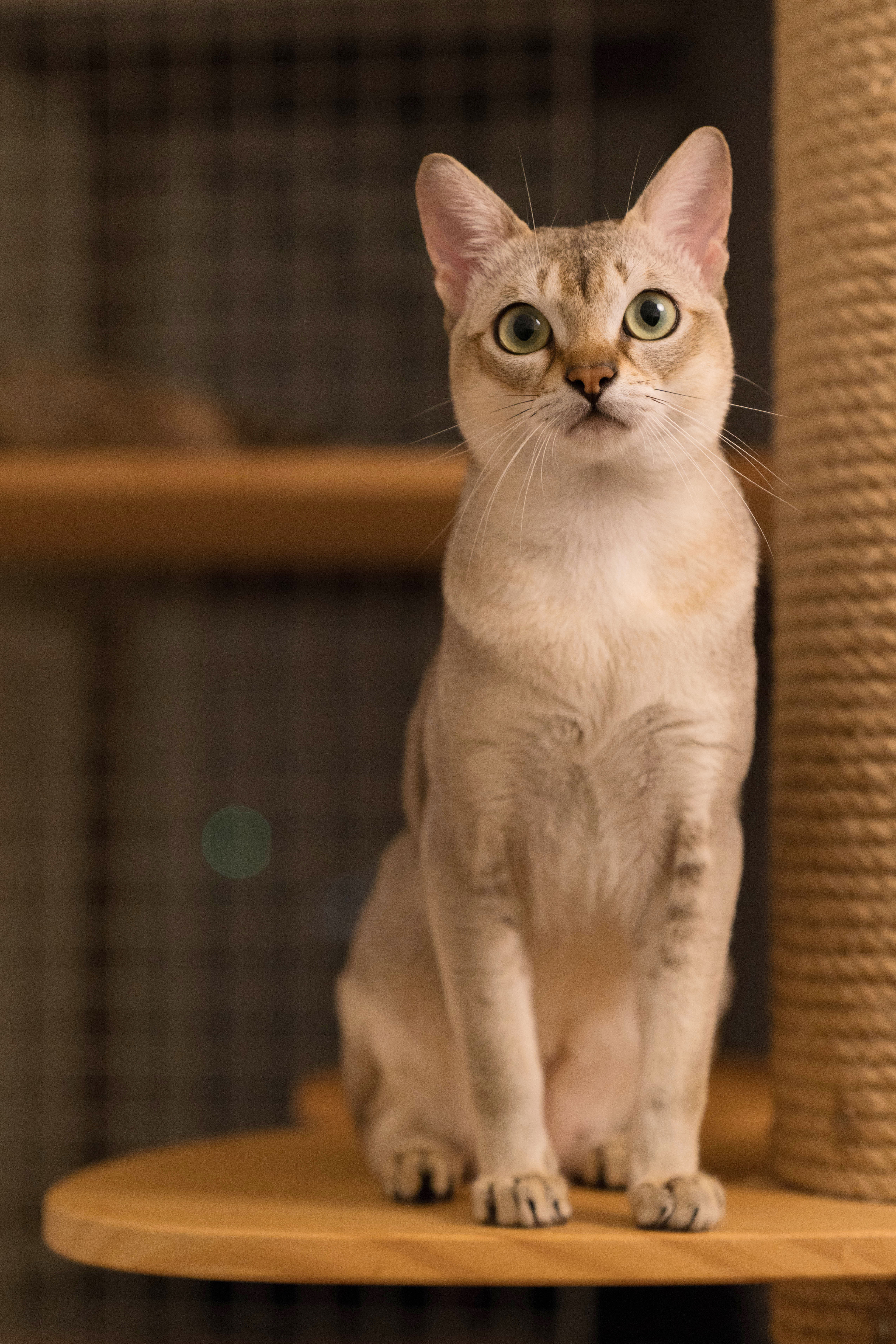
싱가포르의 싱가푸라

이 종은 얼룩무늬의 털을 가진다. 즉, 각각의 털가닥은 어두운 색과 밝은 색, 일반적으로 두 개의 밝은 띠와 두 개의 어두운 띠를 가진다. 끝은 어두운 색을 띤다. 가슴, 턱을 포함한 부분은 밝은 띠의 색을 띤다. 고양이 등록부에서는 "따뜻한 상아색 바탕에 짙은 갈색 무늬" 색상을 인정하는데, 이를 세피아 아구티(sepia agouti)라고 한다.

## 성격
CFA는 싱가푸라가  활동적이고 호기심 많고 장난기 많은 동물이라고 표현한다. 다정하고 인간과의 교류를 좋아한다. 주변 환경을 더 잘 주시할 수 있도록 높은 곳에 앉는 경향이 있다. 싱가푸라는 장난기 많고 영리하다.

## 가격
2006년, 영국의 일반적인 가정용 싱가푸라의 가격은 1000-1500파운드이고, 캣쇼 샘플의 가격은 2000파운드 이상이다. 현재는 일반적인 질 좋은 싱가푸라는 1500-2500파운드, 캣쇼에 나갈만큼 완벽한 이들은 3000파운드 이상이다.

## 건강
사육자들이 우려하는 것은 약한 근육으로 인해 태아를 배출할 수 없는 자궁무력증이라고 알려진 질환이다. 이 병은 표준 고양이 중 한 마리에서 나타났으며, 오늘날 일부 싱가푸라 암컷에서 나타난다. 자궁무력증이 있으면 제왕절개로 분만해야 할 수도 있다. 이 품종에 영향을 미치는 또 다른 질환은 용혈성 빈혈로 이어지는 피루브산 키네이스 결핍증이다. 대표적인 증상으로는 무기력, 설사, 식욕부진, 털 품질 저하, 체중 감소, 황달 등이 있다. 고양이가 감염되었는지, 보균자인지, 질병이 없는지를 판단할 수 있는 검사가 있다. 다만, 싱가푸라의 경우에는 PKD가 있어도 보통 평범한 삶을 살 수 있다.
일부 사육자들은 작은 유전자풀로 인한 근친 교배로 품종의 유전적 다양성이 부족한 것에 대해 우려를 나타냈다. 2007년 DNA 연구를 마친 연구자들은 싱가푸라가 연구된 22개 품종 중 유전적 다양성이 가장 적다는 것을 발견했다. CFA 사육자들 사이에서 유전적 다양성을 증가시키기 위해 다른 품종과 교배할 필요성이 제기되었지만, CFA 계통과 그다지 밀접한 관련이 없는 싱가푸라를 선호하는 이들은 많지 않았다. 2013년 4월, GCCF는 이 품종의 다른 품종과의 교배를 허용하기 시작했다. 선택된 고양이들은 특정한 건강 및 외모 요건을 충족해야 한다.